# Intercrosse

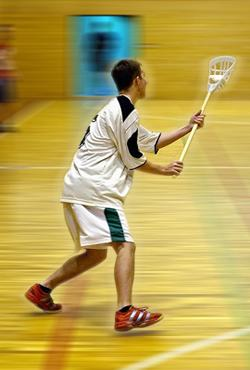
Intercrossespieler mit Schläger

Intercrosse, eine Ballsportart, ist eine Mannschaftssportart. Diese Trendsportart wird als weitere Variation des Sports Lacrosse verstanden. Im Unterschied zu Lacrosse wird Intercrosse ohne Körperkontakt und mixed gespielt.

## Geschichte
Seit den 1980er Jahren entwickelt sich Intercrosse zu einer eigenständigen Sportart. Bereits in den späten 1970er Jahren wurde in den USA das so genannte Softlacrosse mit weichem Ball und biegsamen Schlägerkopf als Schulsport eingesetzt. Intercrosse erlangte größere Beliebtheit, da das Spiel als Hallensport das ganze Jahr hindurch und von Männern als auch Frauen gespielt werden kann. 1985 wurde daraufhin der Intercrosse-Weltverband (FIIC) in Paris gegründet. Intercrosse hat dabei den Coubertin-Fairness-Award der UNESCO gewonnen. Weltweit wird Intercrosse in rund 40 Nationen gespielt, in der Schweiz beispielsweise wird Intercrosse an über 500 Schulen gespielt.

## Spielregeln
Bei Intercrosse muss der Ball mittels eines Schlägers in das gegnerische Tor befördert werden. Jeder Spieler besitzt einen Schläger (Stick), an dessen Ende eine Art Korb (Head) angebracht ist. Mit diesem Korb wird ein tennisballgroßer Weichplastikball geworfen und gefangen (catchen). Jede Mannschaft besitzt vier Feldspieler und einen Torwart. Ziel jedes Angriffs ist ein Treffer in das streethockeygroße Tor des Gegners. Das Spiel findet auf einem 40 m langen und 20 m breiten Feld statt und dauert vier Mal 12 Minuten. Der Schlägerschaft hat eine Länge von 60 bis 75 cm, der Korb misst maximal ca. 27 mal 17 cm. Das Tor ist 1,22 mal 1,22 Meter groß. Der Ball wiegt zwischen 80 und 100 Gramm, hat einen Umfang von 23 bis 25 Zentimeter und besteht aus Weichgummi. Beim Spiel ist weder Körper- noch Schlägerkontakt erlaubt. Intercrosse wird ohne Kontakt (Spieler/Spieler, Spieler/Schläger, Schläger/Schläger) gespielt, daher kommt der Intercrosse-Spieler auch ohne Körperschutz aus. Der Torhüter trägt eine Schutzausrüstung. Eine weitere Regel ist die Ein-Mann-Deckung. Es ist nicht erlaubt, dass zwei Verteidiger einen Stürmer decken (Doppelverteidigung), außer ein Spieler der gegnerischen Mannschaft befindet sich in der Verteidigungshälfte. Der Verteidigungsspieler hält während der Verteidigung den Stick mit beiden Händen fest. Außerdem muss die ballführende Mannschaft innerhalb von 30 Sekunden einen Angriff abschließen. Dabei darf ein Spieler den Ball nicht länger als fünf Sekunden führen.

## Verbreitung

### Schweiz
Der Schweizer Lacrosse und Intercrosseverband wurde 1995 gegründet. Heute wird Intercrosse in der Schweiz an drei Standorten von vier Mannschaften gespielt, wobei weitere Teams im Aufbau sind. In Rickenbach spielen die Green Buzzards und die Rookys, in Herzogenbuchsee die Hurricanes und in Basel die Aquillas. Seit 2011 finden einmal im Jahr die Swiss Games statt.

### Deutschland
In Deutschland wird in Langenberg, Essen, Hösel, Euskirchen, Bad Marienberg, Trier, Pirna, Berlin und Jena Intercrosse gespielt.
Es gibt seit 2009 eine etablierte Liga, die in der Saison 2024/25 aus fünf Mannschaften besteht: West Wood Wolves(CVJM Bad Marienberg), Red Deers Hösel, Essen Eagles, L.A.Panthers und den Pirna Lions. Der CVJM Dautphetal musste sich vor der Saison 2021/22, genauso wie der ASC Ratingen West Bumble Bees vor der Saison 2015/2016, auf Grund von Nachwuchsproblemen aus der Liga zurückziehen. Neben der Liga werden über das Jahr verteilt Turniere veranstaltet, die erheblich zum Spielbetrieb in Deutschland beitragen. Seit 2010 gibt es wieder den Intercrosse Verband Deutschland (IVD), der nach einigen Jahren neu konstituiert wurde.
Ligaergebnisse:
- 2010/11: 1. L.A. Panthers  2. Bumble Bees Ratingen
- 2011/12: 1. L.A. Panthers  2. Bumble Bees Ratingen
- 2012/13: 1. L.A. Panthers  2. CVJM Bad Marienberg
- 2013/14: 1. L.A. Panthers  2. CVJM Bad Marienberg
- 2014/15: 1. L.A. Panthers  2. CVJM Bad Marienberg
- 2015/16: 1. CVJM Bad Marienberg  2. L.A. Panthers
- 2016/17: 1. L.A. Panthers  2. Essen Eagles
- 2017/18: 1. L.A. Panthers  2. Pirna Lions
- 2018/19: 1. L.A. Panthers  2. Essen Eagles
- 2019/20: 1. L.A. Panthers  2. Essen Eagles
- 2020/21: Coronabedingeter Abbruch
- 2021/22: 1. L.A. Panthers  2. Pirna Lions
- 2022/23: 1. L.A. Panthers  2. Pirna Lions
- 2023/24: 1. L.A. Panthers  2. Pirna Lions

### Österreich
In Österreich gibt es seit dem Jahr 2010 eine eigene Intercrosse-Sparte im Österreichischen Lacrosse Verband. Diese hat die Aufgabe Intercrosse an Schulen vorzustellen und Unterstützung bei der Durchführung im Sportunterricht zu bieten. Am 4. November 2011 wurde Vienna Ewoks Intercrosse als erster Intercrosse-Verein in Österreich gegründet.

### Europa
Im übrigen Europa ist Intercrosse gebietsweise stärker verbreitet. Dort werden zusätzlich zu Ligabetrieben auch internationale Turniere veranstaltet.